# ビッグリボン
ビッグリボン（欧字名:Big Ribbon、2018年3月5日 - ）は、日本の競走馬。2023年のマーメイドステークスの勝ち馬である。
馬名の意味は、誰よりも大きな結果を結べるように。

## 経歴

### 3歳（2021年）
2月7日小倉芝2000mの3歳新馬戦に1番人気で出走。好スタートから先手を取り、1000m通過64秒4のスローペースで逃げると直線で後続に4馬身突き離して圧勝した。3月13日中山芝2000mの3歳1勝クラスでは不良馬場に泣き6着に敗れるも、4月11日の忘れな草賞では中団後方追走から直線懸命に追い込んで3着に入った。8か月休養の後、12月4日の栄特別では中団追走から徐々にポジションを上げると、最後の直線で抜け出して2勝目をマークした。

### 4歳（2022年）
1月15日の渥美特別では中団のやや後ろからレースを進め、最後の直線で各馬をまとめてかわして先頭に立つと後続に4馬身差をつけ圧勝する。3月6日の湾岸ステークスでは中団追走も直線で伸びを欠いて6着に終わり、休養に入ることになった。12月25日のサンタクロースステークスでは道中3番手追走から鋭く脚を伸ばすと最後はアナゴサンとアウスヴァールとの競り合いをハナ差で制して4勝目を挙げた。

### 5歳（2023年）
2月5日の関門橋ステークスでは中団からしぶとく脚を伸ばしたが3着。続く4月22日の福島牝馬ステークスでは後方待機策から最後の直線で追い込んできたがステラリアのハナ差2着と惜敗する。6月18日に行われたマーメイドステークスでは中団のやや後ろからレースを進め、直線で鋭く脚を伸ばして先頭に立つと、追いすがるウインマイティーの追撃を振り切り勝利。重賞初制覇を果たした。秋に入り、10月9日の京都大賞典は好位中団で脚を溜めるも直線で伸びを欠いて8着、GI初挑戦となった11月12日のエリザベス女王杯は終始後方追走のまま11着と大敗を喫した。翌2024年1月14日をもって、JRAとしての競走馬登録を抹消され、現役を引退した。引退後は生まれ故郷の下河辺牧場で繁殖牝馬となる。

## 競走成績
以下の内容は、JBISサーチおよびnetkeiba.comの情報に基づく。
| 競走日     | 競馬場 | 競走名           | 格   | 距離（馬場）  | 頭 数 | 枠 番 | 馬 番 | オッズ （人気） | 着順 | タイム （上り3F） | 着差 | 騎手        | 斤量 [kg] | 1着馬（2着馬）       | 馬体重 [kg] |
| ---------- | ------ | ---------------- | ---- | ------------- | ----- | ----- | ----- | --------------- | ---- | ----------------- | ---- | ----------- | --------- | -------------------- | ----------- |
| 2021.02.07 | 小倉   | 3歳新馬          |      | 芝2000m（良） | 8     | 3     | 3     | 001.90（1人）   | 01着 | R2:04.3（35.5）   | -0.7 | 0西村淳也   | 54        | （ピエドラアギーラ） | 494         |
| 0000.03.13 | 中山   | 3歳1勝クラス     |      | 芝2000m（不） | 11    | 7     | 9     | 004.40（3人）   | 06着 | R2:09.8（38.9）   | -1.6 | 0福永祐一   | 54        | ヴァイスメテオール   | 490         |
| 0000.04.11 | 阪神   | 忘れな草賞       | L    | 芝2000m（良） | 11    | 7     | 9     | 007.20（4人）   | 03着 | R1:58.3（34.5）   | -0.3 | 0川田将雅   | 54        | ステラリア           | 484         |
| 0000.12.04 | 中京   | 栄特別           | 1勝  | 芝2000m（良） | 18    | 8     | 18    | 002.80（1人）   | 01着 | R2:00.9（35.2）   | -0.1 | 0西村淳也   | 54        | （テリオスマナ）     | 506         |
| 2022.01.15 | 中京   | 渥美特別         | 2勝  | 芝2000m（良） | 10    | 3     | 3     | 001.80（1人）   | 01着 | R2:00.1（34.4）   | -0.7 | 0川田将雅   | 54        | （ノースザワールド） | 496         |
| 0000.03.06 | 中山   | 湾岸S            | 3勝  | 芝2200m（良） | 16    | 5     | 9     | 002.00（1人）   | 06着 | R2:12.9（35.8）   | -0.5 | 0川田将雅   | 54        | キングオブドラゴン   | 496         |
| 0000.12.25 | 阪神   | サンタクロースS  | 3勝  | 芝2000m（良） | 13    | 2     | 2     | 003.80（1人）   | 01着 | R2:00.2（35.2）   | -0.0 | 0D.イーガン | 55        | （アナゴサン）       | 512         |
| 2023.02.05 | 小倉   | 関門橋S          | OP   | 芝2000m（良） | 15    | 7     | 12    | 003.50（2人）   | 03着 | R1:58.4（35.7）   | -0.5 | 0西村淳也   | 55        | ディープモンスター   | 502         |
| 0000.04.22 | 福島   | 福島牝馬S        | GIII | 芝1800m（良） | 15    | 5     | 9     | 005.00（2人）   | 02着 | R1:47.9（34.5）   | -0.0 | 0西村淳也   | 55        | ステラリア           | 500         |
| 0000.06.18 | 阪神   | マーメイドS      | GIII | 芝2000m（良） | 13    | 4     | 4     | 003.70（1人）   | 01着 | R1:58.5（36.2）   | -0.1 | 0西村淳也   | 55        | （ウインマイティー） | 500         |
| 0000.10.09 | 京都   | 京都大賞典       | GII  | 芝2400m（重） | 14    | 6     | 9     | 015.60（7人）   | 08着 | R2:26.2（36.1）   | -0.9 | 0西村淳也   | 55        | プラダリア           | 504         |
| 0000.11.12 | 京都   | エリザベス女王杯 | GI   | 芝2200m（良） | 15    | 8     | 15    | 042.7（11人）   | 11着 | R2:13.2（34.3）   | -0.6 | 0西村淳也   | 56        | ブレイディヴェーグ   | 500         |

## 血統表
| ビッグリボンの血統              | ビッグリボンの血統                 | ビッグリボンの血統            | （血統表の出典）              | （血統表の出典）  |
| 父系                            | キングマンボ系                     | キングマンボ系                | キングマンボ系                |                   |
| 父 ルーラーシップ 2007 鹿毛     | 父の父キングカメハメハ 2001 鹿毛   | Kingmambo                     | Mr. Prospector                | Mr. Prospector    |
| 父 ルーラーシップ 2007 鹿毛     | 父の父キングカメハメハ 2001 鹿毛   | Kingmambo                     | Miesque                       |                   |
| 父 ルーラーシップ 2007 鹿毛     | 父の父キングカメハメハ 2001 鹿毛   | *マンファス                   | *ラストタイクーン             | *ラストタイクーン |
| 父 ルーラーシップ 2007 鹿毛     | 父の父キングカメハメハ 2001 鹿毛   | *マンファス                   | Pilot Bird                    |                   |
| 父 ルーラーシップ 2007 鹿毛     | 父の母エアグルーヴ 1993 鹿毛       | *トニービン                   | *カンパラ                     | *カンパラ         |
| 父 ルーラーシップ 2007 鹿毛     | 父の母エアグルーヴ 1993 鹿毛       | *トニービン                   | Severn Bridge                 |                   |
| 父 ルーラーシップ 2007 鹿毛     | 父の母エアグルーヴ 1993 鹿毛       | ダイナカール                  | *ノーザンテースト             | *ノーザンテースト |
| 父 ルーラーシップ 2007 鹿毛     | 父の母エアグルーヴ 1993 鹿毛       | ダイナカール                  | シャダイフェザー              |                   |
| 母 ブリッツフィナーレ 2008 鹿毛 | 母の父ディープインパクト 2002 鹿毛 | *サンデーサイレンス           | Halo                          | Halo              |
| 母 ブリッツフィナーレ 2008 鹿毛 | 母の父ディープインパクト 2002 鹿毛 | *サンデーサイレンス           | Wishing Well                  |                   |
| 母 ブリッツフィナーレ 2008 鹿毛 | 母の父ディープインパクト 2002 鹿毛 | *ウインドインハーヘア         | Alzao                         | Alzao             |
| 母 ブリッツフィナーレ 2008 鹿毛 | 母の父ディープインパクト 2002 鹿毛 | *ウインドインハーヘア         | Burghclere                    |                   |
| 母 ブリッツフィナーレ 2008 鹿毛 | 母の母ロンドンブリッジ 1995 栗毛   | *ドクターデヴィアス           | Ahonoora                      | Ahonoora          |
| 母 ブリッツフィナーレ 2008 鹿毛 | 母の母ロンドンブリッジ 1995 栗毛   | *ドクターデヴィアス           | Rose of Jericho               |                   |
| 母 ブリッツフィナーレ 2008 鹿毛 | 母の母ロンドンブリッジ 1995 栗毛   | *オールフォーロンドン         | Danzig                        | Danzig            |
| 母 ブリッツフィナーレ 2008 鹿毛 | 母の母ロンドンブリッジ 1995 栗毛   | *オールフォーロンドン         | Full Card                     |                   |
| 母系(F-No.)                     | (FN:22-b)                          | (FN:22-b)                     | (FN:22-b)                     |                   |
| 5代内の近親交配                 | Northern Dancer S5×M5 = 6.25%      | Northern Dancer S5×M5 = 6.25% | Northern Dancer S5×M5 = 6.25% |                   |

- 全兄キセキは2017年菊花賞優勝馬。
- 祖母ロンドンブリッジは1997年のファンタジーステークス勝ち馬で、1998年桜花賞2着の実績がある。
- 母ブリッツフィナーレの半姉に2004年オークス馬のダイワエルシエーロ、半兄にアーリントンカップと京都金杯を勝ったビッグプラネット、全弟に中京記念を勝ったグレーターロンドンがいる。